# Кущове (Звягельський район)
Кущове́ — село (до 2010 — селище) в Україні, у Брониківській сільській громаді Звягельського району Житомирської області. Населення становить 140 осіб.

## Географія
Село Кущове межує на північному заході з Вершницею та Ужачиним,на південному сході з Яблуневим, на південному заході з районним центром, на північному заході з Олександрівкаю.
З північної сторони від села тече річка Глинянка, права притока Случі.

## Історія
До 1969 року хутір Новоград-Волинського повіту Волинської губернії.

## Населення

### Мова
Розподіл населення за рідною мовою за даними перепису 2001 року:
| Мова       | Кількість | Відсоток |
| ---------- | --------- | -------- |
| українська | 135       | 96.43%   |
| російська  | 5         | 3.57%    |
| Усього     | 140       | 100%     |